# National Insurance Act 1911

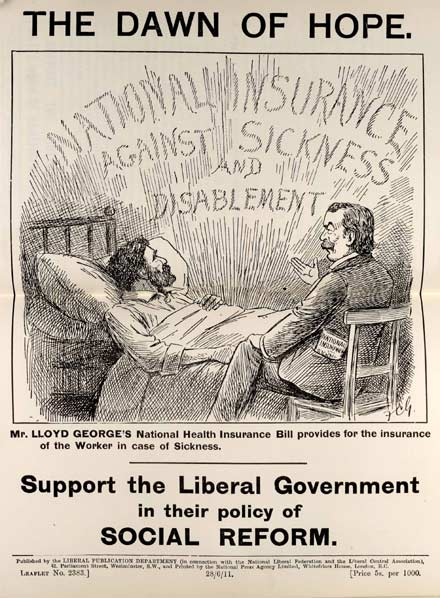
flygblad till stöd för införandet av National Insurance Act 1911

National Insurance Act 1911 är en parlamentsakt i Storbritannien, som infördes 1911. Med lagen infördes bland annat ett landsomfattande socialförsäkringssystem i Storbritannien. och anses  vara en tidig reform i den moderna brittiska välfärdsstaten.

### Fotnoter
1. ↑  Gordon Waddell, Anders Norlund. ”System för socialförsäkring – en internationell jämförelse”. Statens beredning för medicinsk utvärdering. Arkiverad från originalet den 6 september 2014. https://web.archive.org/web/20140906202239/http://www.sbu.se/upload/Publikationer/Content0/1/ontiryggen_2000/ont%20i%20ryggen/vol%202/Rygg_vol2_kap21.pdf. Läst 6 september 2014.